# Quốc hội Colombia
Quốc hội Cộng hòa Colombia (tiếng Tây Ban Nha: Congreso de la República de Colombia)  là cơ quan lập pháp lưỡng viện của Cộng hòa Colombia tạo thành của các Thượng viện và Hạ viện. Các Đại hội có trụ sở tại Tòa nhà Quốc hội Colombia được nằm ở Plaza de Bolívar tại thành phố Bogota, thủ đô của nước Cộng hoà. 4
Đại hội là một cơ quan đại học gồm 108 thượng nghị sĩ và 171 đại biểu, trong đó mỗi người, trong các ủy ban tương ứng của họ, có quyền bình đẳng về quyền lực và trách nhiệm. Cả hai thượng nghị sĩ và đại diện đều được bầu thông qua một cuộc bầu cử trực tiếp được tổ chức 4 năm một lần, với khả năng được bầu lại. Việc bỏ phiếu của các thượng nghị sĩ tương ứng với một vòng tròn quốc gia, cùng với hai ghế của vòng tròn bản địa đặc biệt. Về phần mình, cuộc bỏ phiếu của các đại diện tương ứng với một khu vực bầu cử của bộ, ngoại trừ ở Bogotá nơi cho khu vực bầu cử quận và các ghế bổ sung cho các cộng đồng bản địa, người Colombia gốc Phi, cộng đồng người Colombia ở nước ngoài và các nhóm thiểu số chính trị.
Hiến pháp quốc gia, trong các điều 171 và 176, định nghĩa ba ghế cho đại diện của các cộng đồng bản địa: hai (2) ghế tại Thượng viện Cộng hòa và một (1) tại Hạ viện.
Điều 66 của Luật 70 năm 1993, 8 điều chỉnh sau 649 năm 2001, xác định một quy tắc đặc biệt cho Cộng đồng da đen gồm hai (2) ghế trong Hạ viện.
Điều 114 của Hiến pháp Colombia năm 1991 tuyên bố Quốc hội là cơ quan đại diện cao nhất của quyền lập pháp. Theo Điều 114, tùy thuộc vào Quốc hội Cộng hòa Colombia để cải cách Hiến pháp, đưa ra luật pháp và thực thi quyền kiểm soát chính trị đối với chính phủ và chính quyền. Hiện tại, chương trình Đại hội hữu hình của Đại học de los Andes và "Đài quan sát lập pháp" của Đại học Quốc gia Colombia theo Quốc hội Cộng hòa.